# Rajd Hiszpanii 2012

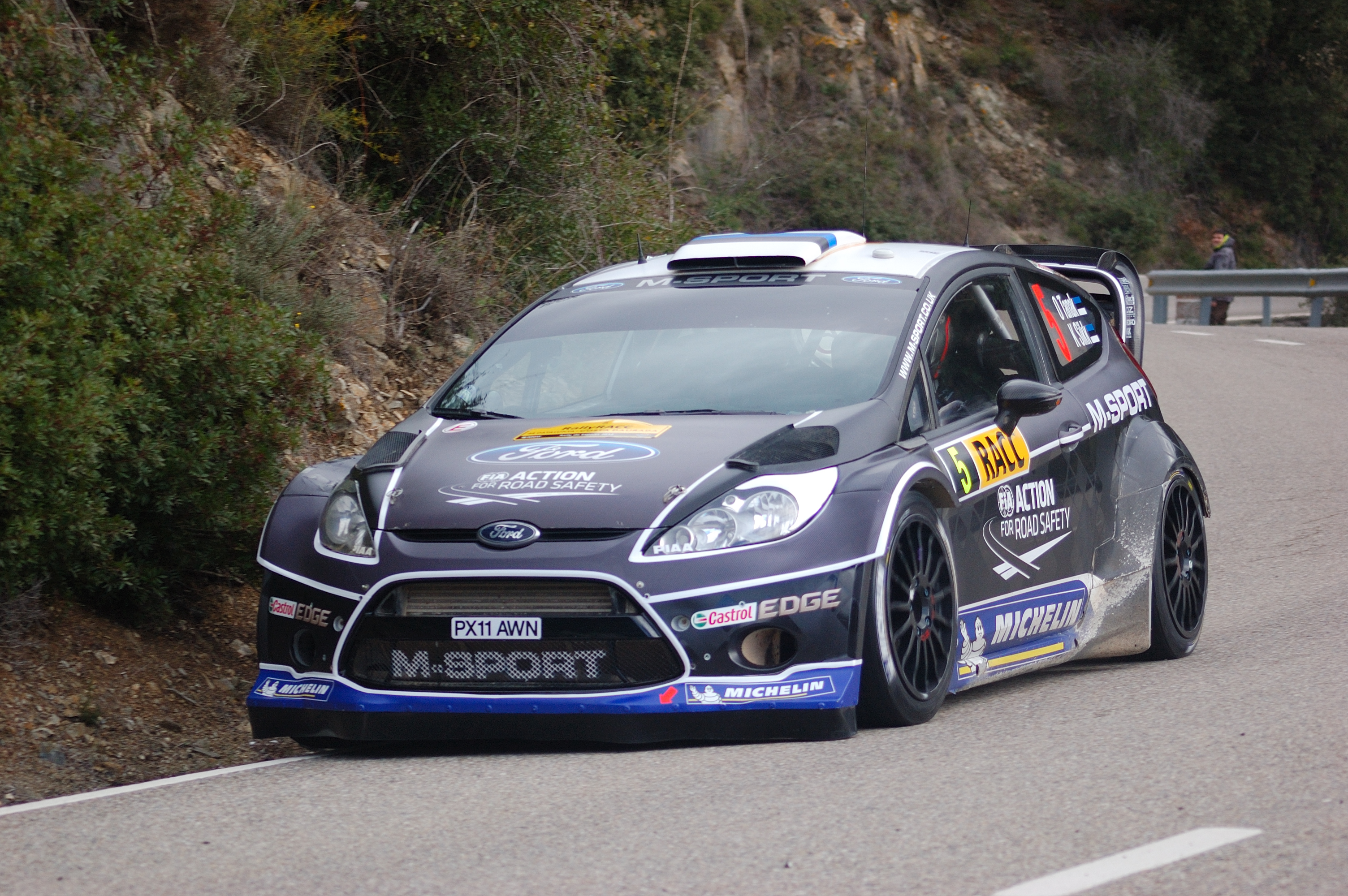
Ott Tänak podczas rajdu

Rajd Hiszpanii był 13. rundą Rajdowych Mistrzostw Świata 2012. Rajd odbył się w dniach 9–11 listopada, jego bazą było Salou. Rajd był także 8. rundą Mistrzostw Świata Samochodów S2000 (SWRC) oraz Mistrzostw Świata Samochodów Produkcyjnych (PWRC).
Rajd wygrał Sébastien Loeb, była to jego 76. wygrana w karierze, 8. z rzędu w rajdzie Hiszpanii. Drugie miejsce zajął Jari-Matti Latvala, a trzeci był Mikko Hirvonen. W klasyfikacji generalnej dwie pierwsze pozycje zapewnili sobie w poprzednich rajdach Loeb i Hirvonen, natomiast dzięki drugiemu miejscu w Hiszpanii, tytuł drugiego wicemistrza świata wywalczył Latvala.
W pozostałych kategoriach mistrzami zostali zwycięzcy ostatniej rundy. W SWRC Craig Breen, a w PWRC Benito Guerra Jr.

## Klasyfikacja ostateczna
| Msc.    | Kierowca             | Pilot              | Samochód                   | Czas      | Strata   | Grupa | Punkty |
| ------- | -------------------- | ------------------ | -------------------------- | --------- | -------- | ----- | ------ |
| 1       | Sébastien Loeb       | Daniel Elena       | Citroën DS3 WRC            | 4:14:29.1 | 0.0      | WRC M | 26     |
| 2       | Jari-Matti Latvala   | Miikka Anttila     | Ford Fiesta RS WRC         | 4:14:36.1 | 7.0      | WRC M | 21     |
| 3       | Mikko Hirvonen       | Jarmo Lehtinen     | Citroën DS3 WRC            | 4:16:15.9 | 1:46.8   | WRC M | 15     |
| 4       | Mads Østberg         | Jonas Andersson    | Ford Fiesta RS WRC         | 4:16:25.5 | 1:56.4   | WRC M | 12     |
| 5       | Jarkko Nikara        | Jarkko Kalliolepo  | Mini John Cooper Works WRC | 4:30:37.0 | 16:07.9  | WRC   | 10     |
| 6       | Craig Breen          | Paul Nagle         | Ford Fiesta S2000          | 4:32:39.5 | 18:10.4  | 2     | 8      |
| 7       | Chris Atkinson       | Glenn MacNeall     | Mini John Cooper Works WRC | 4:33:43.8 | 19:14.7  | WRC   | 6      |
| 8       | Per-Gunnar Andersson | Emil Axelsson      | Proton Satria Neo S2000    | 4:34:45.2 | 20:16.1  | 2     | 4      |
| 9       | Dani Sordo           | Carlos del Barrio  | Mini John Cooper Works WRC | 4:40:09.7 | 25:40.6  | WRC   | 4      |
| 10      | Jewgienij Nowikow    | Ilka Minor         | Ford Fiesta RS WRC         | 4:40:15.7 | 25:46.6  | WRC   | 1      |
| 11      | Petter Solberg       | Chris Patterson    | Ford Fiesta RS WRC         | 4:40:34.7 | +26:05.6 | WRC M |        |
|         |                      |                    |                            |           |          |       |        |
| 16      | Daniel Oliveira      | Carlos Magalhães   | Ford Fiesta RS WRC         | 4:45:51.3 | +31:22.2 | WRC M |        |
| SWRC    |                      |                    |                            |           |          |       |        |
| 1 (6)   | Craig Breen          | Paul Nagle         | Ford Fiesta S2000          | 4:32:39.5 | 0.0      | 2     | 25     |
| 2 (8)   | Per-Gunnar Andersson | Emil Axelsson      | Proton Satria Neo S2000    | 4:34:45.2 | 2:05.7   | 2     | 18     |
| 3 (15)  | Yazeed Al-Rajhi      | Michael Orr        | Ford Fiesta RRC            | 4:45:13.6 | 12:34.1  | 2     | 15     |
| 4 (17)  | Alastair Fisher      | Daniel Barritt     | Proton Satria Neo S2000    | 4:46:08.8 | 13:29.3  | 2     | 12     |
| 5 (20)  | Hayden Paddon        | John Kennard       | Škoda Fabia S2000          | 4:51:06.6 | 18:27.1  | 2     | 10     |
| PWRC    |                      |                    |                            |           |          |       |        |
| 1 (18)  | Benito Guerra Jr.    | Borja Rozada       | Mitsubishi Lancer Evo X    | 4:47:54.5 | 0.0      | 3     | 25     |
| 2 (22)  | Marcos Ligato        | Ruben Garcia       | Subaru Impreza WRX STi     | 4:53:30.8 | 5:36.3   | 3     | 18     |
| 3 (25)  | Subhan Aksa          | Bill Hayes         | Mitsubishi Lancer Evo X    | 4:57:10.2 | 9:15.7   | 3     | 15     |
| 4 (27)  | Wałeryj Horbań       | Andrij Nikołajew   | Mitsubishi Lancer Evo IX   | 4:58:40.4 | 10:45.9  | 3     | 12     |
| 5 (29)  | Lorenzo Bertelli     | Lorenzo Granai     | Subaru Impreza WRX STi     | 5:00:04.7 | 12:10.2  | 3     | 10     |
| 6 (31)  | Michał Kościuszko    | Maciej Szczepaniak | Mitsubishi Lancer Evo X    | 5:06:00.9 | 18:06.4  | 3     | 8      |
| 7 (33)  | Yeray Lemes          | Rogelio Peñate     | Mitsubishi Lancer Evo X    | 5:08:28.9 | 20:34.4  | 3     | 6      |
| 8 (35)  | Ricardo Triviño      | Àlex Haro          | Subaru Impreza WRX STi     | 5:10:38.1 | 22:43.6  | 3     | 4      |
| 9 (36)  | Nicolás Fuchs        | Fernando Mussano   | Subaru Impreza WRX STi     | 5:11:14.5 | 23:20.0  | 3     | 2      |
| 10 (38) | Gianluca Linari      | Andrea Cecchi      | Subaru Impreza WRX STi     | 5:16:04.4 | 28:09.9  | 3     | 1      |

1. ↑  Litera M przy oznaczeniu grupy do której należy samochód oznacza, iż tylko ci kierowcy zdobywali punkty dla swoich zespołów liczonych w klasyfikacji producentów na koniec sezonu.

### Odcinki specjalne
| Dzień          | Odcinek | Godz. rozp. | Nazwa                        | Długość  | Zwycięzca              | Czas    | Średnia prędkość | Lider rajdu        |
| -------------- | ------- | ----------- | ---------------------------- | -------- | ---------------------- | ------- | ---------------- | ------------------ |
| 1 9 listopada  | OS1     | 7:45        | Gandesa                      | 7,00 km  | Jari-Matti Latvala     | 4:40.5  | 89,84 km/h       | Jari-Matti Latvala |
| 1 9 listopada  | OS2     | 8:10        | Pesells 1                    | 26,59 km | Ott Tänak Mads Østberg | 15:54.5 | 100,29 km/h      | Ott Tänak          |
| 1 9 listopada  | OS3     | 9:19        | Terra Alta 1                 | 44,02 km | Sébastien Loeb         | 30:37.3 | 86,25 km/h       | Mads Østberg       |
| 1 9 listopada  | OS4     | 13:35       | Pesells 2                    | 26,59 km | Jewgienij Nowikow      | 16:03.9 | 99,31 km/h       | Mads Østberg       |
| 1 9 listopada  | OS5     | 14:44       | Terra Alta 2                 | 44,02 km | Sébastien Loeb         | 31:19.0 | 84,34 km/h       | Mads Østberg       |
| 1 9 listopada  | OS6     | 17:00       | Salou                        | 2,00 km  | Mikko Hirvonen         | 2:35.7  | 46,24 km/h       | Mads Østberg       |
| 2 10 listopada | OS7     | 8:00        | La Mussara 1                 | 20,48 km | Jari-Matti Latvala     | 11:31.4 | 106,64 km/h      | Mads Østberg       |
| 2 10 listopada | OS8     | 9:15        | El Priorat 1                 | 45,97 km | Sébastien Loeb         | 26:20.0 | 104,74 km/h      | Sébastien Loeb     |
| 2 10 listopada | OS9     | 10:26       | Riba-roja d'Ebre 1           | 14,20 km | Sébastien Loeb         | 9:19.1  | 91,43 km/h       | Sébastien Loeb     |
| 2 10 listopada | OS10    | 13:51       | La Mussara 2                 | 20,48 km | Dani Sordo             | 11:23.2 | 107,92 km/h      | Sébastien Loeb     |
| 2 10 listopada | OS11    | 15:06       | El Priorat 2                 | 45,97 km | Dani Sordo             | 25:52.7 | 106,58 km/h      | Sébastien Loeb     |
| 2 10 listopada | OS12    | 16:17       | Riba-roja d'Ebre 2           | 14,20 km | Ott Tänak              | 9:32.0  | 89,37 km/h       | Sébastien Loeb     |
| 3 11 listopada | OS13    | 7:50        | Riudecanyes 1                | 16,35 km | Dani Sordo             | 10:33.9 | 92,85 km/h       | Sébastien Loeb     |
| 3 11 listopada | OS14    | 8:51        | Santa Marina 1               | 26,51 km | Dani Sordo             | 15:42.7 | 101,24 km/h      | Sébastien Loeb     |
| 3 11 listopada | OS15    | 9:47        | La Serra d'Almos 1           | 4,11 km  | Dani Sordo             | 2:37.1  | 94,18 km/h       | Sébastien Loeb     |
| 3 11 listopada | OS16    | 11:52       | Riudecanyes 2                | 16,35 km | Jari-Matti Latvala     | 10:30.7 | 93,32 km/h       | Sébastien Loeb     |
| 3 11 listopada | OS17    | 12:53       | Santa Marina 2 (Power stage) | 26,51 km | Jari-Matti Latvala     | 15:43.5 | 101,15 km/h      | Sébastien Loeb     |
| 3 11 listopada | OS18    | 13:49       | La Serra d'Almos 2           | 4,11 km  | Dani Sordo             | 2:38.3  | 93,47 km/h       | Sébastien Loeb     |

### Power Stage
| Miejsce | Kierowca           | Czas    | Różnica | Średnia prędkość | Punkty |
| ------- | ------------------ | ------- | ------- | ---------------- | ------ |
| 1       | Jari-Matti Latvala | 15:43.5 | 0.0     | 101,15 km/h      | 3      |
| 2       | Dani Sordo         | 15:45.9 | 2.4     | 100,89 km/h      | 2      |
| 3       | Sébastien Loeb     | 15:54.2 | 10.7    | 100,02 km/h      | 1      |

## Klasyfikacja końcowa sezonu 2012

### Kierowcy
| Lp. | Kierowca           | Pkt |
| --- | ------------------ | --- |
| 1   | Sébastien Loeb     | 270 |
| 2   | Mikko Hirvonen     | 213 |
| 3   | Jari-Matti Latvala | 154 |
| 4   | Mads Østberg       | 149 |
| 5   | Petter Solberg     | 124 |

### Producenci
| Lp. | Producent                     | Pkt |
| --- | ----------------------------- | --- |
| 1   | Citroën Total WRT             | 453 |
| 2   | Ford World Rally Team         | 309 |
| 3   | M-Sport Ford World Rally Team | 170 |
| 4   | Adapta World Rally Team       | 83  |
| 5   | Citroën Junior WRT            | 72  |